# Maurice Marie-Sainte
Maurice Rigobert Marie-Sainte (* 4. Januar 1928 in Fort-de-France, Martinique; † 27. August 2017 in Sainte-Anne, Martinique) war ein französischer Geistlicher und römisch-katholischer Erzbischof von Saint-Pierre und Fort-de-France.

## Leben
Maurice Marie-Sainte empfing am 21. Dezember 1955 die Priesterweihe für das Erzbistum Saint-Pierre et Fort-de-France.
Papst Paul VI. ernannte ihn am 19. Dezember 1968 zum Titularbischof von Sicilibba und zum Weihbischof in Saint-Pierre und Fort-de-France. Die Bischofsweihe spendete ihm der Erzbischof von Saint-Pierre et Fort-de-France, Henri Varin de la Brunelière CSSp, am 12. Oktober 1969; Mitkonsekratoren waren Charles de Provenchères, Erzbischof von Aix, und Patrick Webster OSB, Weihbischof in Saint George’s in Grenada.
Am 4. Juli 1972 wurde er zum Erzbischof von Saint-Pierre et Fort-de-France ernannt. Er war der erste Erzbischof der Insel, der von dort stammte. Am 8. Januar 2004 nahm Papst Johannes Paul II. sein aus Altersgründen vorgebrachtes Rücktrittsgesuch an.

## Einzelnachweis
1. ↑  Monseigneur Marie-Sainte est décédé